# Al-Chums
Al-Chums (arabisch الخمس, DMG al-Ḫums, auch al Khums und, besonders italienisch, Homs) ist eine Stadt im libyschen Munizip al-Murgub im Nordwesten des Landes mit 202.000 Einwohnern (Schätzung 2009/Zählung 1984: 38.174).
Al-Chums ist zugleich Hauptstadt des Munizips und liegt rund 100 km östlich der Landeshauptstadt Tripolis 3 km vor der antiken Stadt Leptis Magna in der historischen Region Tripolitanien. Gegründet wurde die Stadt in der Region von 1553 bis zum Italienisch-Türkischen Krieg 1911 währenden Zeit der türkischen Herrschaft im Osmanischen Reich.
Ab der zweiten Hälfte des 19. Jahrhunderts wurde der Export von Halfagras bedeutend, das in Nordafrika in großen Mengen wächst und dessen Fasern für die Papier- und die Seileherstellung in Schiffstakelagen verwandt wurden.
Heute wichtige Erwerbszweige sind Thunfisch-Verarbeitung, Herstellung von Seife und Export von Datteln und Olivenöl. Nicht unbedeutend ist auch der Tourismus. Die Stadt ist Ausgangspunkt für einen Besuch der seit 1982 zum UNESCO-Welterbe zählenden antiken Stadt Leptis Magna. Etliche Gebäude der Stadt erinnern noch an die Türkenzeit. Die Stadt ist mit den wichtigsten Städten der libyschen Küste durch die Straße zwischen Tripolis und Bengasi verbunden.

## Persönlichkeiten
- Muhammad Ali Salim (1935–2022), Richter und Politiker